# Powiat Tagata
Powiat Tagata (jap. 田方郡 Tagata-gun) – powiat w Japonii, w prefekturze Shizuoka. W 2024 roku liczył 35 964 mieszkańców.

## Miejscowości
- Kannami